# Distrito de Saramacca
Saramacca es uno de los distritos en los que se encuentra dividida la República de Surinam. Se encuentra delimitada por el océano Atlántico al norte, el distrito de Coronie al oeste, Para al sur y Wanica al este.
La capital de dicho distrito es Groningen, siendo otras poblaciones de interés Batavia o Boskamp. La población asciende a un total de 15.980 habitantes repartidos en una extensión de 3.636 km².
El 52% de la población está formada por ciudadanos de origen hindú, establecidos en la zona por los primeros colonos británicos, el 40% son originarios de la isla de Java y el 7% restante son de origen africano. Paralelamente, existen pequeños grupos étnicos originarios de la zona, tales como los maho, los grangkreek, los columbia o los kalebaskreek. El nombre del distrito proviene de uno de los grupos étnicos existentes en la región, los indígenas de saramacca.
En 1790, a las orillas del río Saramacca se construyó un puesto militar constituyendo lo que sería hoy en día la ciudad de Groningen, y comenzando el desarrollo de la región. El antiguo gobernador J. F. de Friderici comenzaría el desarrollo de las primeras plantaciones de la zona, siendo las más famosos las de Catharina Sophia (llamada así en honor de su esposa) y La Prevoyance.
Dichas plantaciones se dedicaron principalmente al cultivo de cacao y azúcar, desarrollándose en Catharina Sophia una de las más modernas instalaciones de procesado de azúcar del país en el siglo XIX. Esto supuso la llegada de 1853 de un gran número de trabajadores de origen chino desde la isla de Java, por aquel entonces, también parte del imperio neerlandés.
Actualmente en la región predomina la economía de subsistencia, reflejada principalmente en la agricultura a escalar familiar. Aun así, existen numerosos proyectos para instalar plantaciones plataneras y arrozales a gran escala.
La región es conocida por su riqueza ornitológica, especialmente por la abundancia de distintas especies de tucanes y loros.

## División administrativa
Saramacca está subdividido en seis ressorts:
1. Calcutta- 1299 habs.
2. Groningen - 2327 habs.
3. Jarikaba - 3757 habs.
4. Kampong Baroe - 1872 habs.
5. Tijgerkreek - 2587 habs.
6. Wayamboweg - 157 habs.